# Os Galgos (Amadeo)
Os Galgos (em francês:  Lévriers, título original)
é uma pintura a óleo sobre tela do pintor modernista português Amadeo de Souza Cardoso (1887-1918) datada de 1911 e exposto no Centro de Arte Moderna José de Azeredo Perdigão em Lisboa.
Tendo por fundo as colinas e o nascer do sol, o que indica o início duma manhã de caça, perfilam-se dois galgos, um branco e um preto, que na expectativa dominam a cena, enquanto dois coelhos, captados a saltar, já fogem à ameaça dos predadores, prevendo a ação que está prestes a irromper, ou, correspondendo a momentos diferentes sobrepostos, conforme a prática futurista, percorrem o campo em busca de alimento, criando uma tensão na cena.
Os Galgos foi em abril de 2016 selecionada como uma das dez mais importantes obras artísticas de Portugal pelo projeto Europeana.

## História e descrição
Segundo Afonso Ramos, existem dois desenhos preparatórios desta obra: um das figuras dos galgos, e outro da própria composição, mas em formato horizontal, já com as duas duplas de animais de cada espécie e das formas.
Optando pela verticalidade na tela final, Amadeo explora meios para sintetizar a narrativa, criando um enquadramento que nos aproxima da cena, amputando parcialmente o corpo dos galgos, como se, na posição de caçadores, também eles olhassem o quadro de fora, estudando as suas presas, e como se os coelhos estivessem a saltar para fora do quadro, além de manipular também a escala, distorcendo as linhas que definem os vários planos, curvando-as como no caso do sol em fundo, colocando o próprio cenário em movimento.
Por outro lado, foram efectuados exames à pintura que revelaram terem existido duas pinturas sob a camada final de Os Galgos, uma representando uma mulher e a outra uma cena campestre com cavalos.

## Apreciação
Ainda segundo Afonso Ramos, Os Galgos está entre as primeiras telas exibidas por Amadeo o que ocorreu no 27º Salão dos Independentes em Paris (1911). Esse ano marca um momento importante na obra de Amadeo, com composições formalmente idênticas, sobretudo dedicadas à temática da caça, procurando afirmar sua identidade estilística. As obras caracterizam-se pela simplificação gráfica do desenho, em forte cumplicidade com o seu amigo Modigliani, nas figuras estilizadas de formas alongadas, que transpõe para estes cenários exóticos, usando para os campos cores vibrantes e luminosas, muito contrastantes, exaltando o decorativismo do conjunto, de modo reminiscente do simbolismo ou da arte nova. A coesão temática e estilística gera vários paralelismos, por exemplo, com Salto do Coelho (imagem ao lado), cujo coelho é decalcado em Os Galgos, ornamentados todos a partir da estampa japonesa então em voga; outro desenho dos XX Dessins, ilustra estes mesmos coelhos a serem perseguidos também por dois galgos, um branco e outro preto.

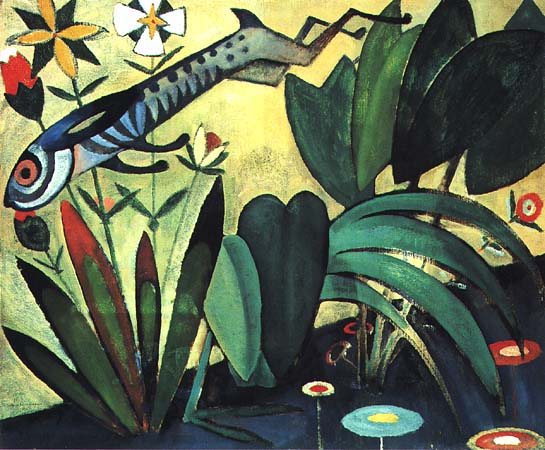
Salto do Coelho (Saut du Lapin, 1911), Amadeo de Souza-Cardoso, Art Institute of Chicago

Para Rui Afonso Santos, Amadeo de Sousa-Cardoso, um pioneiro na abstração em 1914, que trabalhou com pinturas combinados com colagem de objetos do cotidiano em 1917, também teve afinidade com o movimento dadaísta. Morreu muito jovem, em 1918, de pneumonia, com apenas 31 anos de idade, tendo sido uma figura importante da vanguarda artística portuguesa no início do Século XX. Neste primeiro trabalho de 1911, existem sugestões de Arte Nova nas linhas curvas e ondulantes e no motivo aristocrático dos galgos sobrepostos em preto e branco; ainda que que sugira a assimilação da linguagem formal do seu grande amigo Modigliani, a ilustração "bárbara" das duas lebres a saltar antecipa a Art Deco da qual se impôs como pioneiro. As cores puras, em pinceladas lisas e planas, desviam-se dos modelos académicos e do chiaroscuro, bem como o intenso ainda que simplificado motivo do sol nascente acrescenta um toque de modernidade a uma das suas primeiras pinturas, que tem essencialmente uma função decorativa.